# Медаль «Делийский дарбар короля Георга V»
Медаль «Делийский дарбар короля Георга V» — памятная медаль Великобритании, выпущенная в ознаменование Делийского дарбара (коронации) короля Великобритании Георга V и его супруги, королевы Марии как императора и императрицы Индии.

## История
22 марта 1911 года было объявлено о том, что в декабре того же года в Индии в делийском Парке коронации состоится дарбар в честь Георга V и королевы Марии. Мероприятие проходило с 7 по 16 декабря, а собственно дарбар состоялся 12 декабря. В честь данного события была учреждена церемониальная медаль двух типов: из золота и серебра. 
Двести золотых медалей были вручены индийским князьям, магараджам, высокопоставленным чиновникам. Также было изготовлено 30 000 серебряных медалей, из которых 26 800 были вручены гражданским сановникам, правительственным чиновникам, в том числе 10 000 офицерам и служащим британской и индийской армий. Медаль была распределена не только тем, кто присутствовал на дарбаре, но и другим подданным в Индии, которые вносили вклад в мероприятие. 

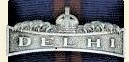
Накладка на ленту

Лента была такой же, как и для коронационной медали Георга V. Однако носить обе медали было запрещено, и те, кто имел право на обе медали, крепили накладку с надписью «Delhi» на ленту Коронационной медали. 

## Описание

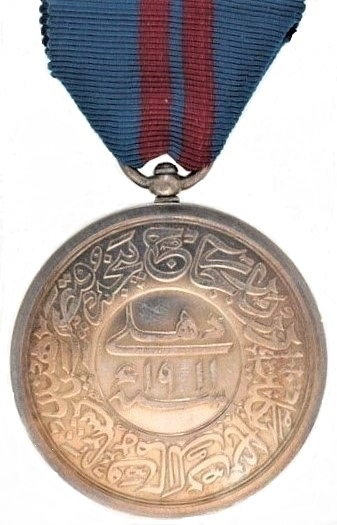
Реверс медали

Медаль круглой формы 1,5 дюйма в диаметре, из золота или серебра.
На аверсе погрудные профильные портреты короля Георга V и королевы Марии, в коронах на голове, в королевских одеяниях, в окружении венка, состоящего из оливковой ветви и цветочной — из роз. 
Реверс — легенда на языке урду, которая переводится как «Дарбар Георга V, Императора Индии, Мастера Британской земли».
 Медаль при помощи кольца крепится к шёлковой муаровой ленте тёмно-синего цвета с двумя красными полосками по центру.